# Gare de Saint-Jodard
La gare de Saint-Jodard est une gare ferroviaire française de la ligne de Moret - Veneux-les-Sablons à Lyon-Perrache, située sur le territoire de la commune de Saint-Jodard, dans le département de la Loire en région Auvergne-Rhône-Alpes.
C'est une gare de la Société nationale des chemins de fer français (SNCF) desservie par les trains du réseau TER Auvergne-Rhône-Alpes.

## Situation ferroviaire
Établie à 402 m d'altitude, la gare de Saint-Jodard est située au point kilométrique (PK) 441,747 de la ligne de Moret - Veneux-les-Sablons à Lyon-Perrache entre les gares ouvertes du Coteau (s'intercalent les gares fermées de Saint-Cyr-de-Favières et de Vendranges - Saint-Priest) et de Balbigny.

## Service des voyageurs

### Accueil
Halte SNCF, c'est un point d'arrêt non géré (PANG) disposant de panneaux d'informations et d'abris de quais.

### Desserte
Saint-Jodard est desservie par des trains du réseau TER Auvergne-Rhône-Alpesqui circulent sur la ligne no 12 entre les gares de Roanne et Saint-Étienne-Châteaucreux.

### Intermodalité
Un parking pour les véhicules ainsi que pour les vélos y est aménagé.